# ウィリアムズ・FW26
ウィリアムズFW26 (Williams FW26) は、ウィリアムズが2004年のF1世界選手権参戦用に開発したフォーミュラ1カー。パトリック・ヘッドとギャビン・フィッシャーらが設計した。2004年の開幕戦から最終戦まで実戦投入された。

## FW26

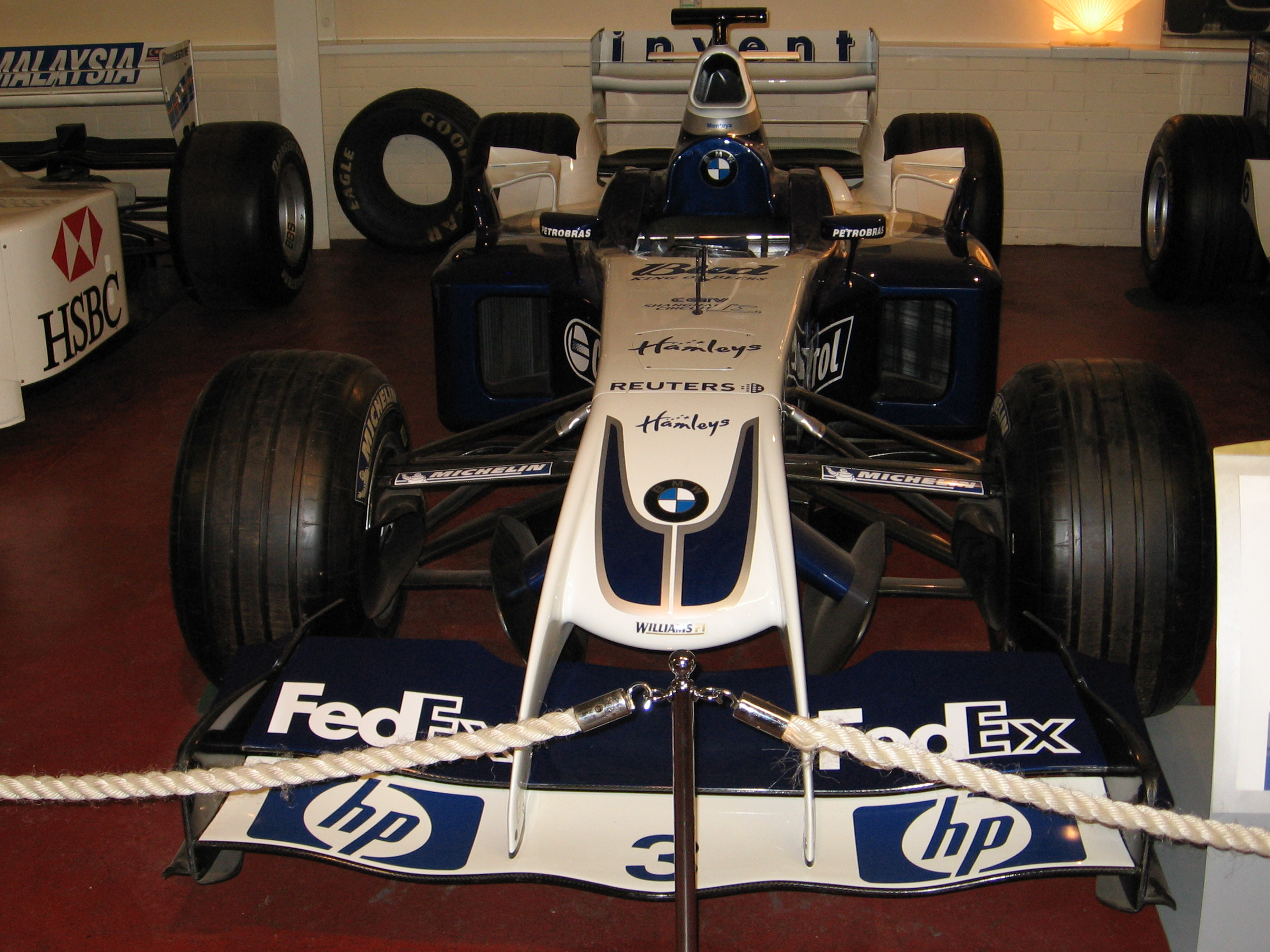
ドニントン・グランプリ・コレクションで展示されているFW26。特徴的なフロント周りがよくわかる

2003年シーズンにおいて、最終戦までタイトル争いがもつれ込み、惜しい所でタイトルを逃したウィリアムズは、フェラーリと同じようなマシンでは勝てないことを悟り、斬新な空力デザインを採用したマシンを開発した。
FW26のハイノーズは偏平で長さが極端に短く、両側から前方にせり出したプレートでフロントウイングを吊り下げていた。下反角のついたフロントウイング支持版が牙のように見えることから、「ウォラスノーズ（セイウチノーズ）」というあだ名が付けられた。
また、ノーズ下面のサスペンションアーム支持部には、従来のシングルキールではなくツインキールを採用した。ツインキールを採用したことで、フロントロアアームはアッパーアームよりも短くなっている。これらの設計により、床下へ気流をスムーズに流し込み、総体的なダウンフォース発生量を増そうとした。
フロントウイングは特徴的な波型である。それに対してリヤ周りは前作であるFW25とそれほど変わっていない。
クラッシュテストを通過させるためにフロント周りの強度を上げる必要があり、バラストを他のチームより配分できないという問題があった。これによりマシンの姿勢変化に弱い性質を生み出し、ラップタイムが安定しないという事態に陥った。また、新たに制定された1レース1エンジン規定にBMWは開幕戦までに完全に対応できず、若干のパワー不足と信頼性の欠如を生み出してしまった。ただし、これはシーズンが進むにつれて解消された。

### 2004年シーズン

#### マシンの戦力不足

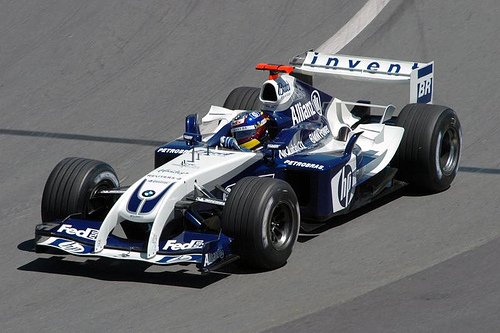
第8戦カナダGPでのFW26。モントーヤがドライブ

開幕戦にはBMWは旧スペックのエンジンを投入。これは新スペックエンジンがまだ信頼性の面で不安が残っていたからである。開幕戦は4位。第2戦では2位表彰台、第4戦サンマリノGPでは3位表彰台を獲得するが、以後が続かない。
第7戦ヨーロッパGPでは1コーナーで同士討ち。これによってラルフ・シューマッハはリタイヤし、ファン・パブロ・モントーヤは8位に入賞するのが精一杯だった。
第8戦カナダGPではシューマッハが予選ポールポジションを獲得し、決勝も2位だったものの、ブレーキダクト寸法違反で2台ともに失格。
第9戦アメリカGPではレース中にシューマッハが最終コーナーのバンク部分でスピンし、リアからウォールに激突する大クラッシュ。背骨を2ヶ所骨折という重傷を負い、6戦の欠場を余儀なくされた。モントーヤもスタート前のスペアカー使用が違反と判断され、失格になるなど散々だった。

#### シーズン途中での大改修

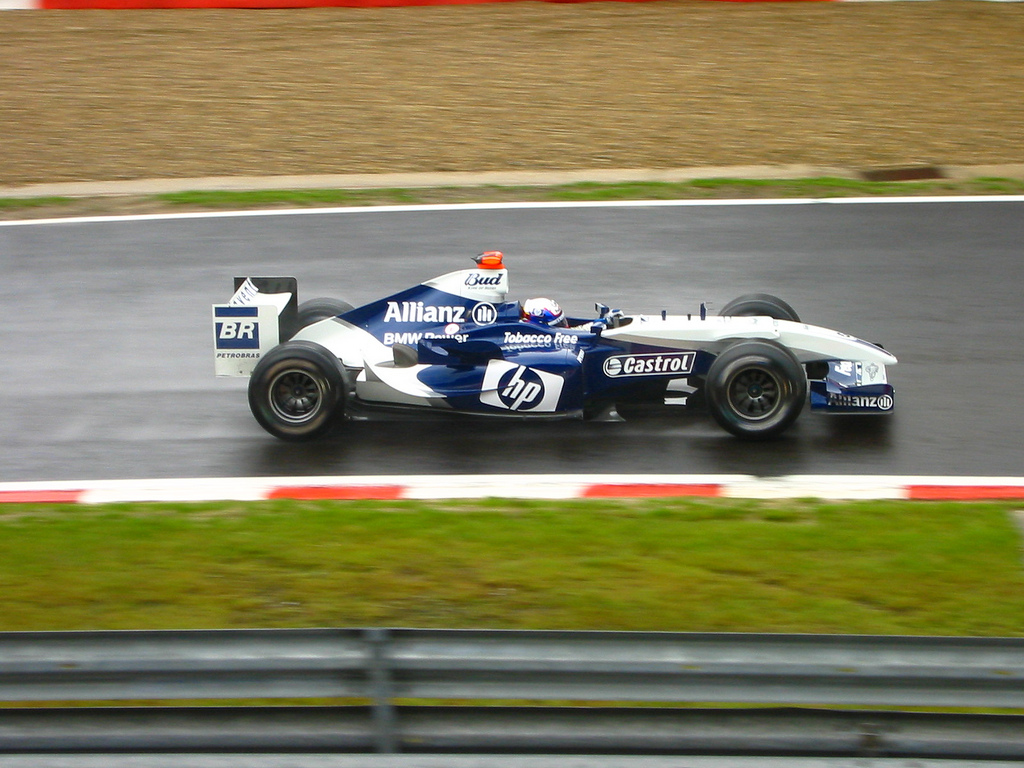
ノーズ改修後のFW26。第14戦ベルギーGPにて

第10戦フランスGPにFW26Bが投入されると噂されていたが、このGPに登場したFW26はBMWのCFDエンジニアとの協力でコンパクトなサイドポンツーンに大幅な改良がなされた。
第13戦ハンガリーGPではついに特徴的だったセイウチノーズがFW25のようなオーソドックスなものに変更された。同時にフロントウイングの形状自体も見直された。しかし、ツインキールは変更されていない。
このようにフロントとリヤの両方に大改修を受けたFW26はマシンバランスが改善。第17戦日本GPでシューマッハが復帰2戦目で2位表彰台を獲得。最終戦ブラジルGPではモントーヤが優勝でシーズンを締めくくった。

### スペック

#### シャーシ
- シャーシ名 FW26
- シャーシ構造 カーボンファイバー/ハニカムコンポジット複合構造モノコック
- クラッチ AP
- ステアリング ウィリアムズF1
- ブレーキキャリパー AP
- ブレーキディスク・パッド ヒトコ・カーボンインダストリー
- ホイール O・Z
- タイヤ ミシュラン

#### エンジン
- エンジン名 BMWP84
- 気筒数・角度 V型10気筒・90度
- 排気量 2,998cc
- スパークプラグ NGK
- 燃料 ペトロブラス
- 潤滑油 カストロール

### 記録
| 年   | No. | ドライバー   | 1   | 2   | 3   | 4   | 5   | 6   | 7   | 8   | 9   | 10  | 11  | 12  | 13  | 14  | 15  | 16  | 17  | 18  | ポイント | ランキング |
| 年   | No. | ドライバー   | AUS | MAL | BHR | SMR | ESP | MON | EUR | CAN | USA | FRA | GBR | GER | HUN | BEL | ITA | CHN | JPN | BRA | ポイント | ランキング |
| ---- | --- | ------------ | --- | --- | --- | --- | --- | --- | --- | --- | --- | --- | --- | --- | --- | --- | --- | --- | --- | --- | -------- | ---------- |
| 2004 | 3   | モントーヤ   | 5   | 2   | 13  | 3   | Ret | 4   | 8   | DSQ | DSQ | 8   | 5   | 5   | 4   | Ret | 5   | 5   | 7   | 1   | 88       | 4位        |
| 2004 | 4   | シューマッハ | 4   | Ret | 7   | 7   | 6   | 10  | Ret | DSQ | Ret | INJ | INJ | INJ | INJ | INJ | INJ | Ret | 2   | 5   | 88       | 4位        |
| 2004 | 4   | ジェネ       |     |     |     |     |     |     |     |     |     | 10  | 12  |     |     |     |     |     |     |     | 88       | 4位        |
| 2004 | 4   | ピッツォニア |     |     |     |     |     |     |     |     |     |     |     | 7   | 7   | Ret | 7   |     |     |     | 88       | 4位        |

- 太字はポールポジション、斜字はファステストラップ、DSQは失格、INJは負傷欠場。(key)

## FW26C
2004年シーズン終了後、2005年用マシンであるFW27用のエンジンやギヤボックスを搭載し、ダウンフォースを減少させたマシンをテストで使用。FW26Cと呼称された。ジャガーから移籍してきたマーク・ウェバーはブレーキングでの違和感がなかなか消えずに苦労していた（ジャガーはブレンボを採用していたが、ウィリアムズはAPを使用）。